# Tank T-34 de Mandela Way

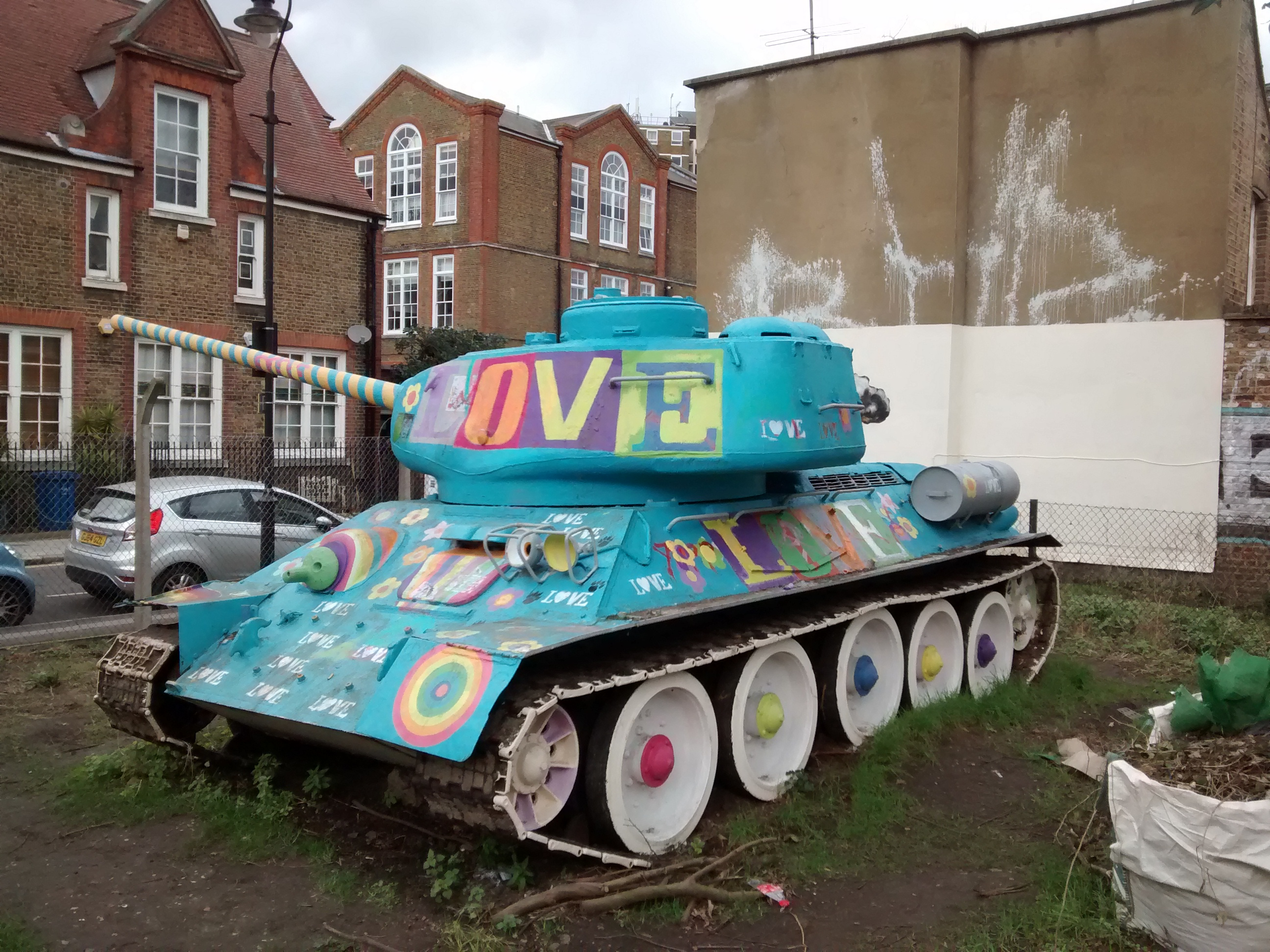
Tank Mandela Way Tank en février 2016.

Le tank T-34 de Mandela Way, surnommé Stompie ou Stumpie, est un char moyen soviétique T-34-85 retiré du service stationné de manière permanente au coin des rues Mandela Way et Page's Walk à Bermondsey, Londres, Angleterre,. Il est régulièrement repeint, souvent par des artistes du graffiti.

## Histoire
Appartenant aux forces armées tchèques, le tank aurait été utilisé lors de l'invasion de la Tchécoslovaquie par les troupes du Pacte de Varsovie en 1968,. Après la révolution de Velours et la dissolution de la Tchécoslovaquie, il est retiré du service et vendu.
Le tank est utilisé à Londres dans le cadre du film Richard III (1995). Il est par la suite acheté par Russell Gray, un résident local, pour 7 000 £. Débouté par le conseil de Southwark (en) pour une histoire de zonage de l'un de ses terrains, Gray obtient, par le même conseil, la permission d'y installer un tank, les membres présumant qu'il parlait d'une fosse septique (septic tank en anglais). Le propriétaire installe donc le T-34 sur le terrain, avec la tourelle de celui-ci pointée vers les bureaux du conseil, afin de manifester son désaccord de manière humoristique,,.

## Peinture
Le tank est régulièrement repeint selon des thématiques variées, souvent par des artistes locaux du graffiti. En 2002, il est ainsi repeint en rose par Cubitt Artists et Aleksandra Mir. En avril 2017, il est repeint temporairement par Charlotte Meldon selon sa couleur originale olive. En avril 2020, au cours de la pandémie de coronavirus, il est repeint bleu ciel afin de manifester un soutien à la National Health Service.

## Galerie

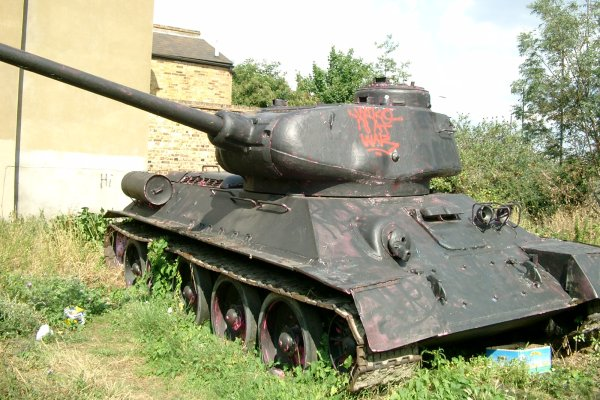
Le tank en couleur originale
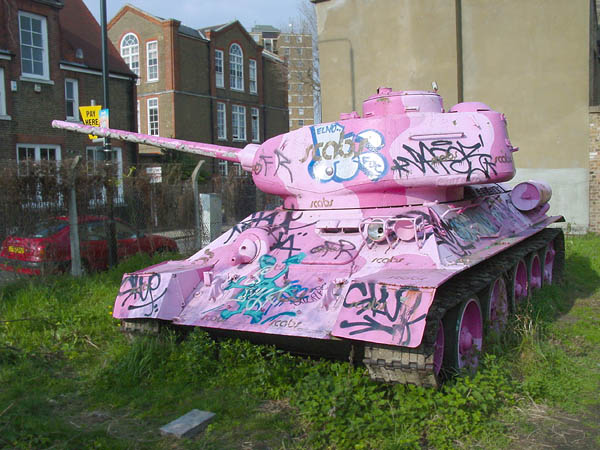
Le tank rose en 2002
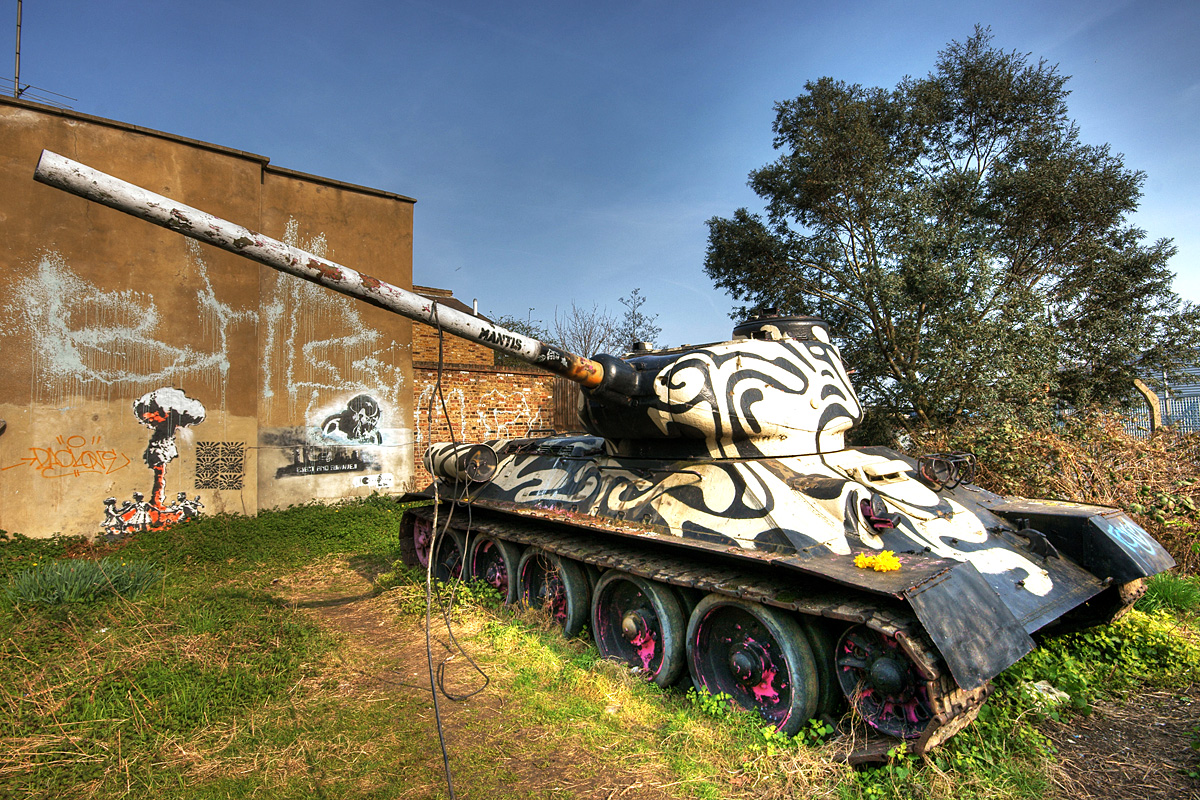
En noir et crème (décembre 2008)
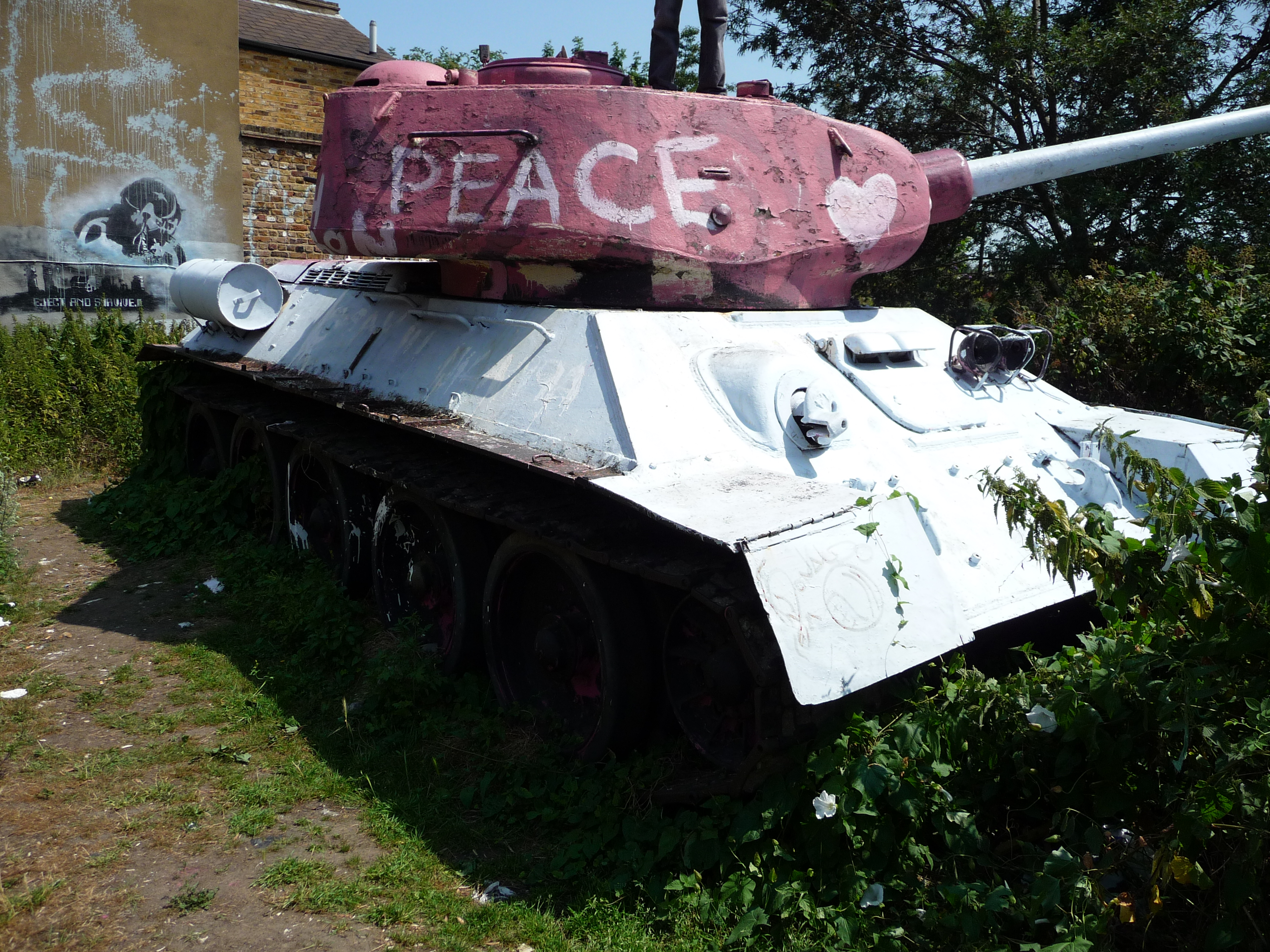
juin 2009
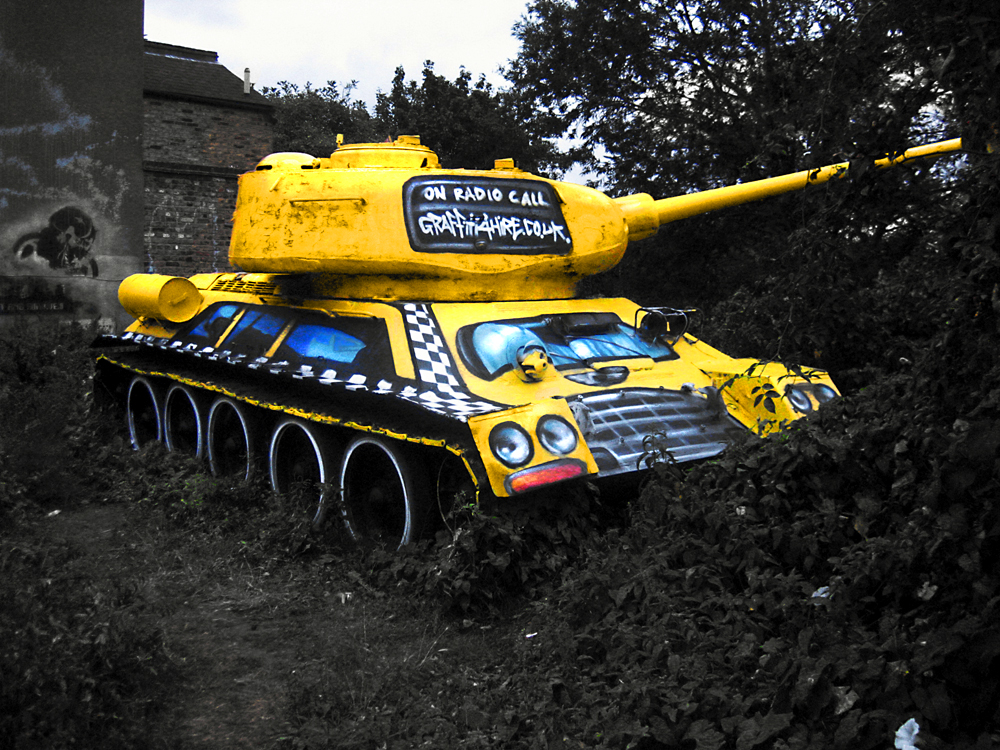
Apparence inspirée des taxis jaunes américain (2009)
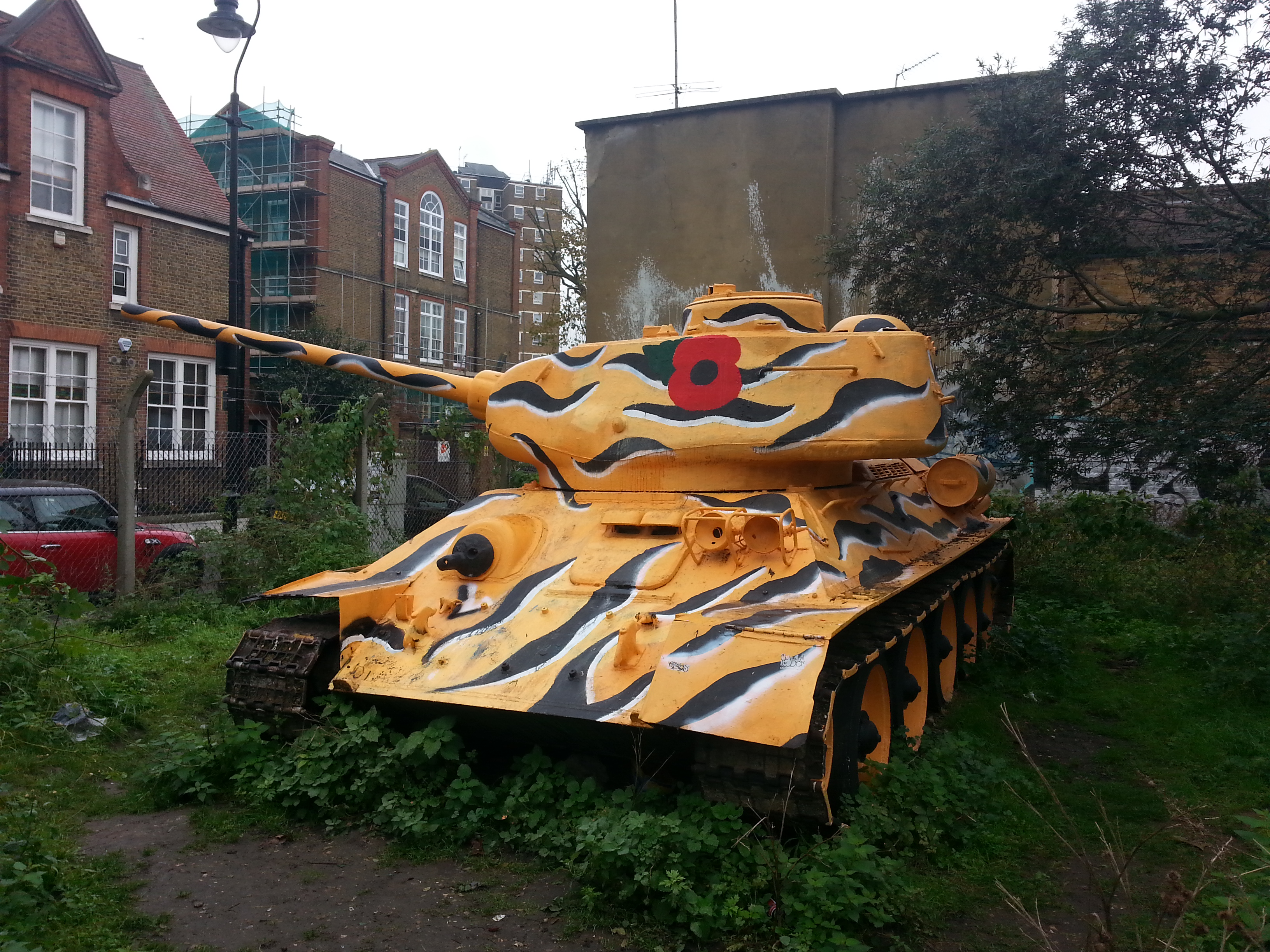
novembre 2014
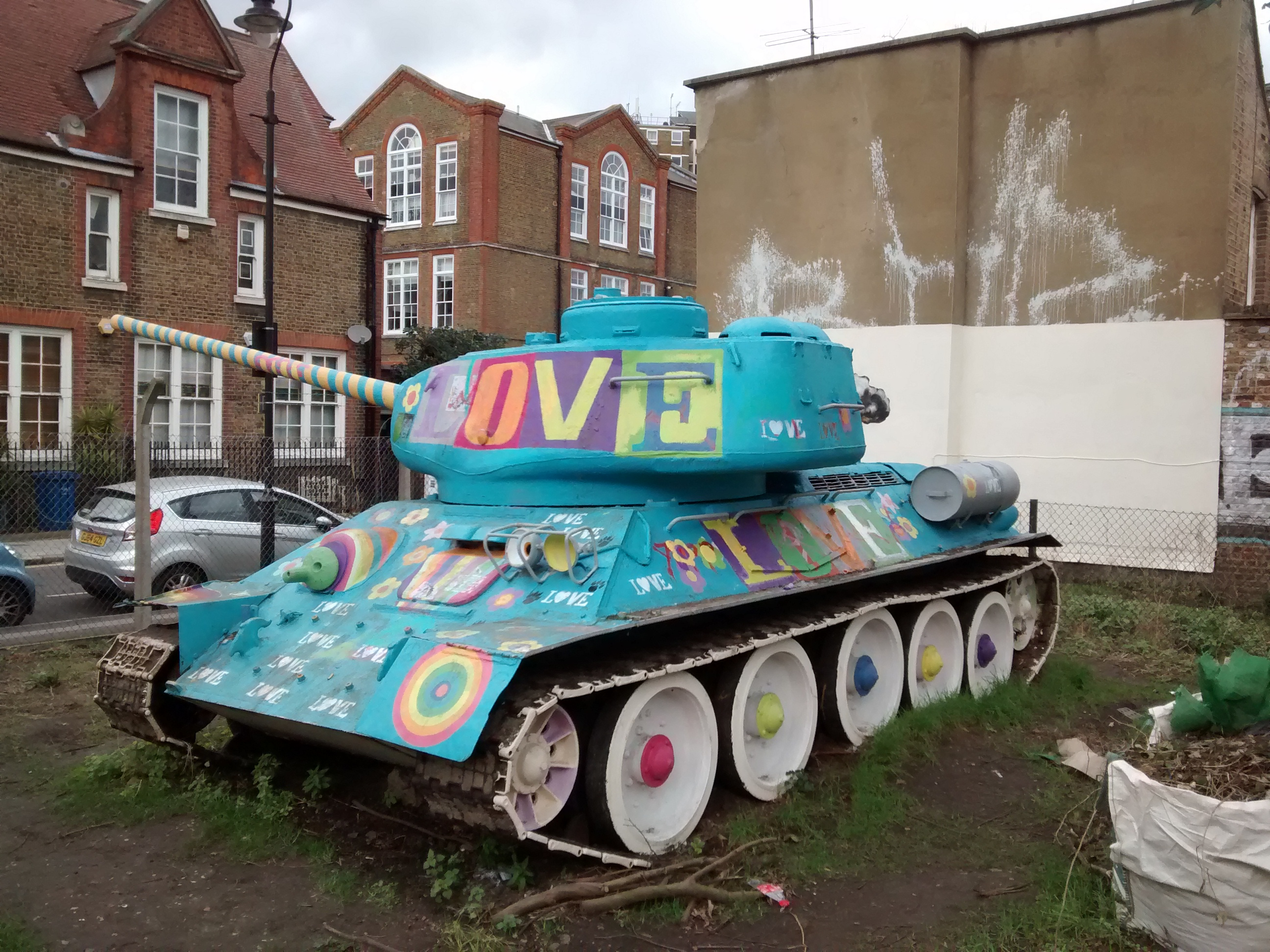
février 2016
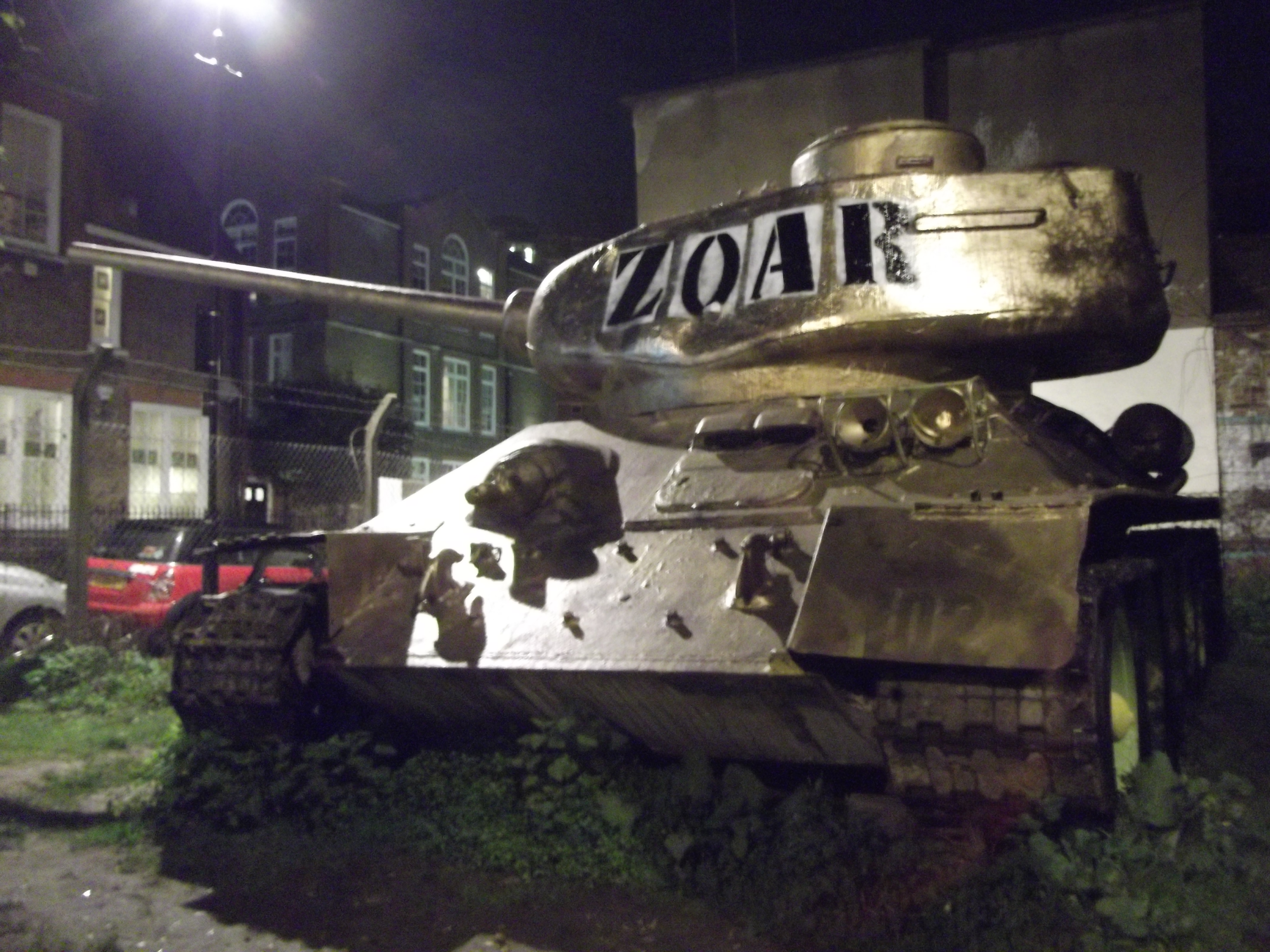
mars 2017
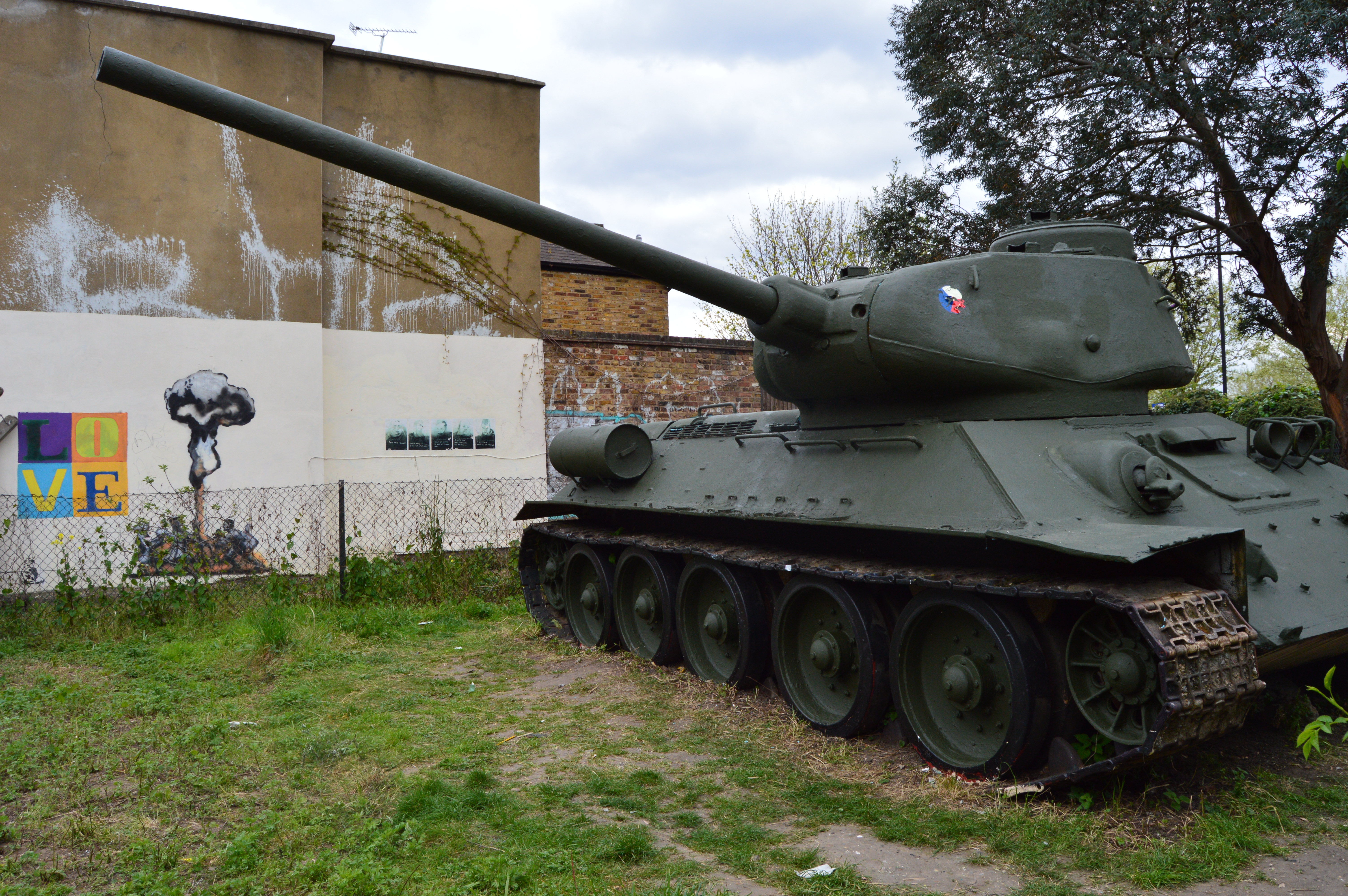
avril-juillet 2017
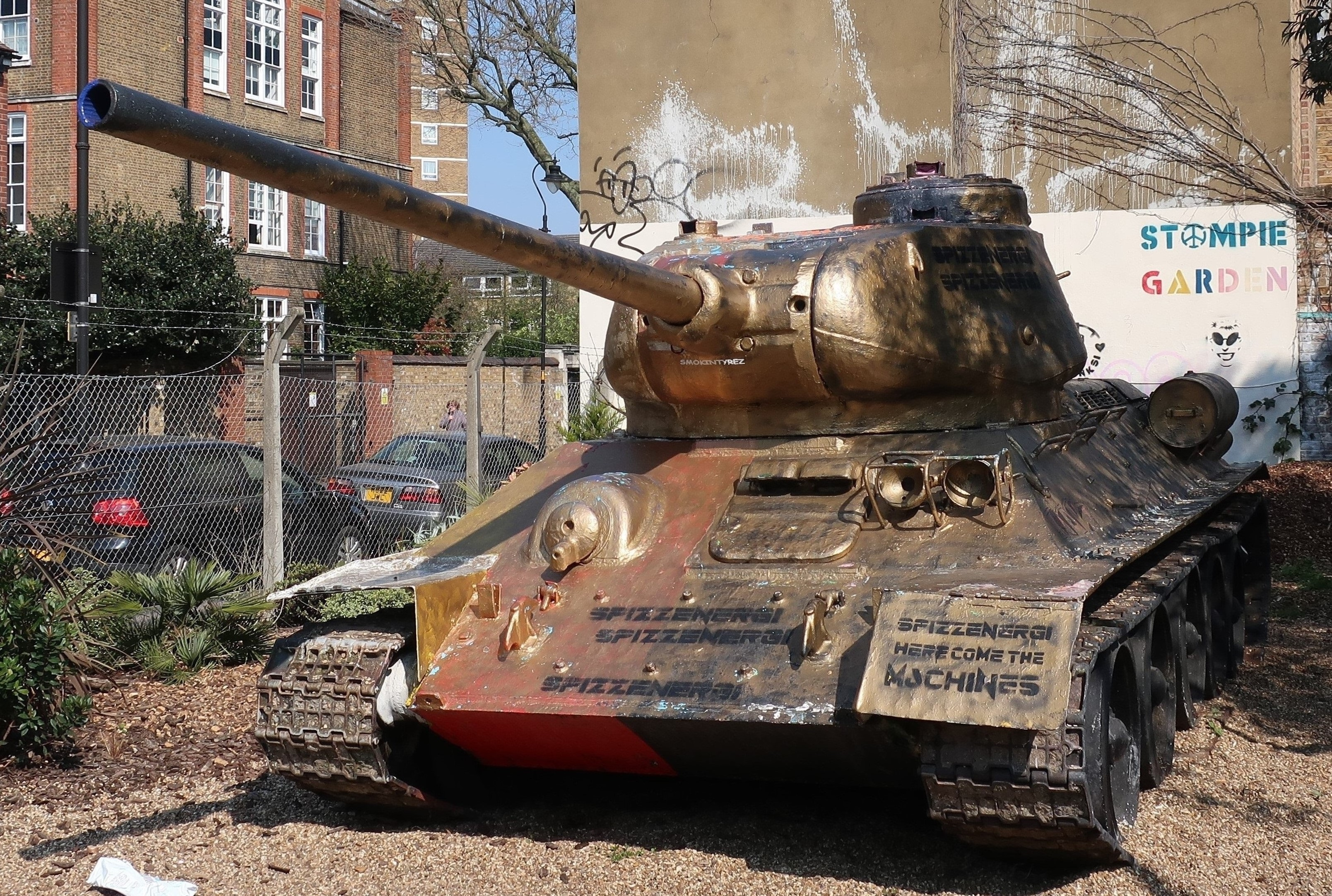
mars 2020
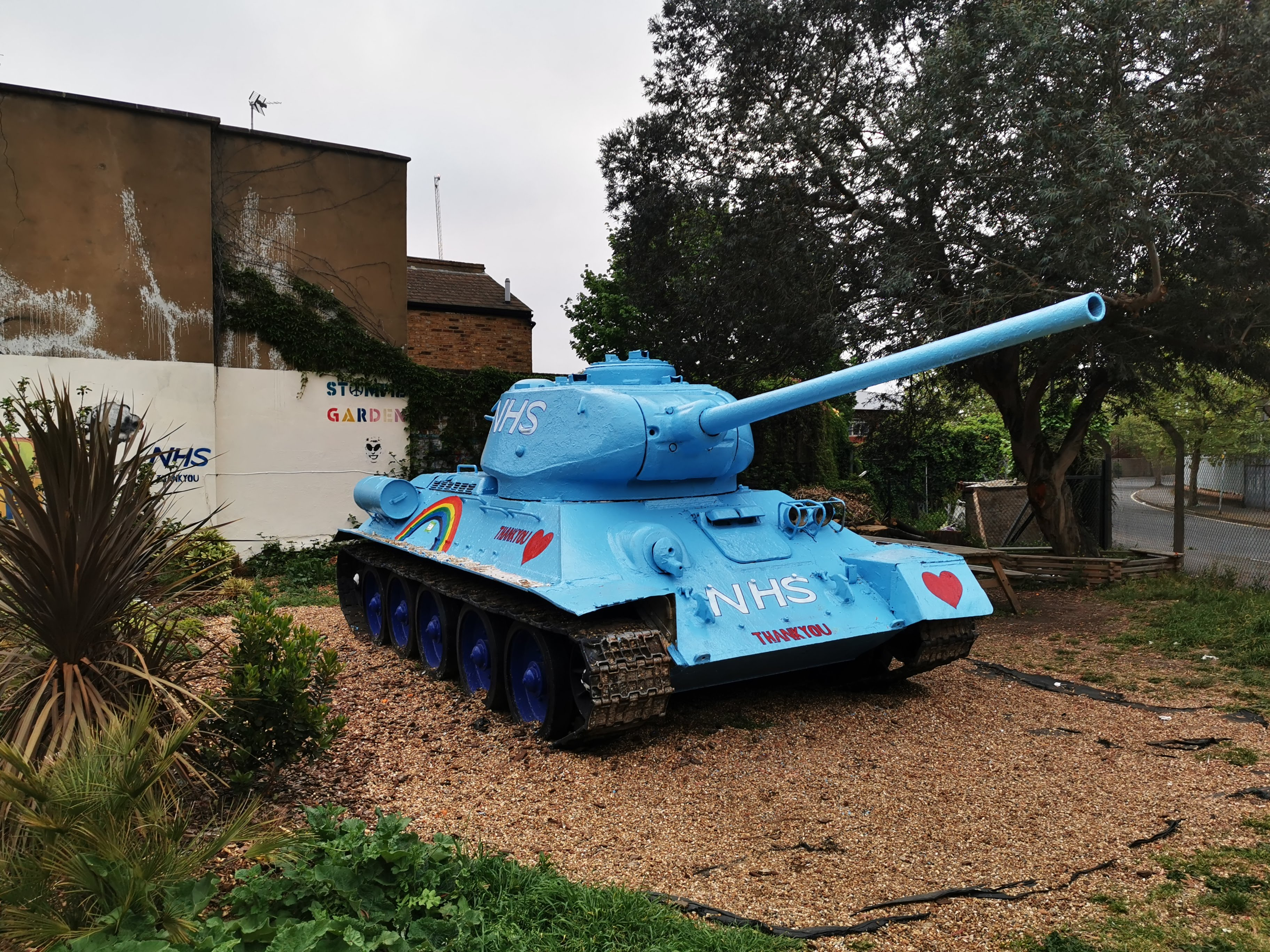
avril 2020, en soutien au NHS
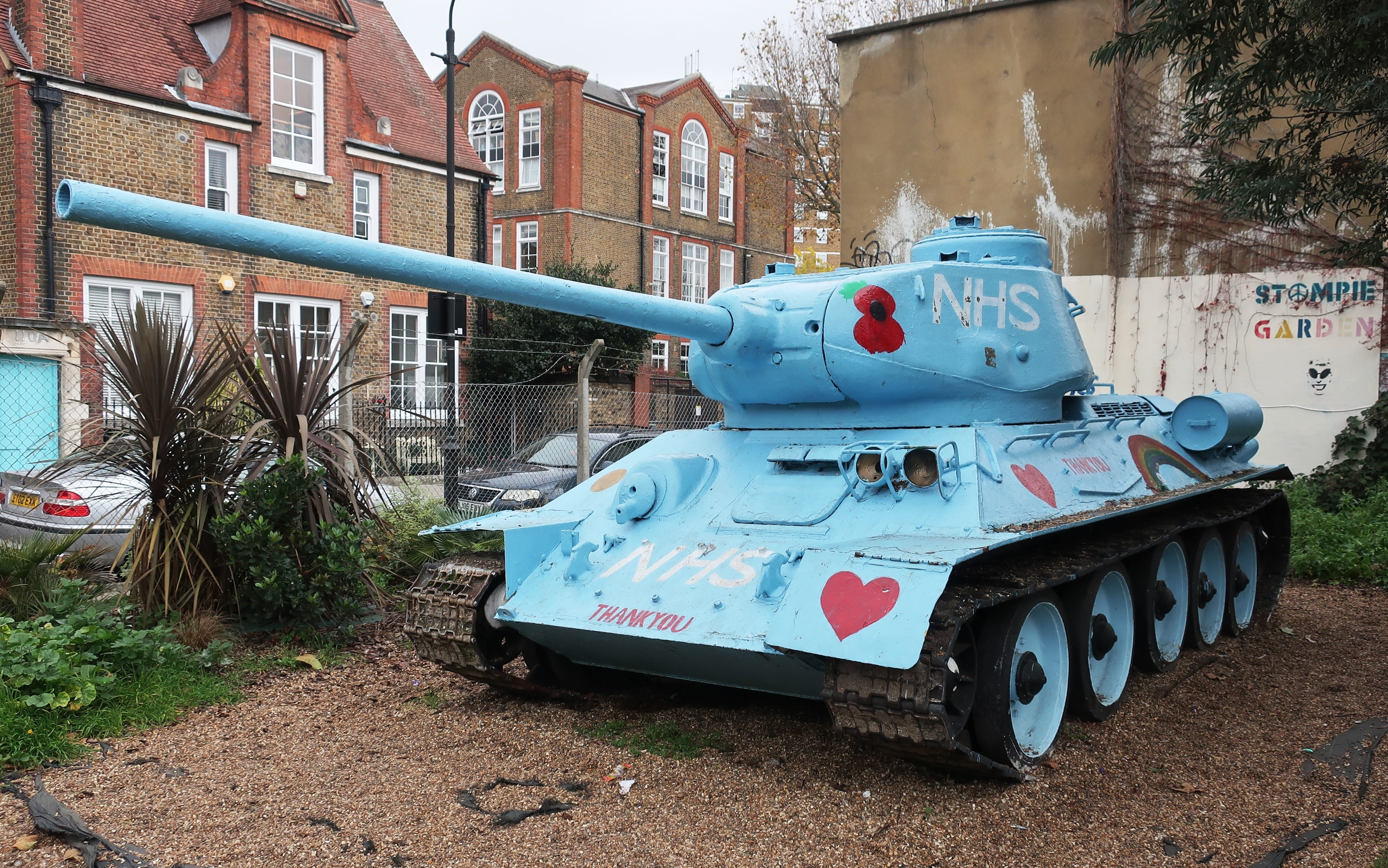
novembre 2020